# Paraembolides cannoni
Paraembolides cannoni is een spinnensoort uit de familie Hexathelidae. De soort komt voor in Queensland.